# Agkáliase me
«Agkáliase me» (en griego: "Αγκάλιασέ με"; en español: "Abrázame") es el cuarto sencillo del sexto álbum en griego de la cantante sueco-griega Helena Paparizou. Se publicó el 9 de diciembre de 2016. Es una balada que recuerda en su estilo y forma a otros éxitos de la cantante como Iparhei logos. La música está compuesta y producida por Sotiris Agrafiotis y la letra viene de la mano de Fodas Theodorou.

## Antecedentes
El 23 de noviembre de 2016, Helena Paparizou, colgaba una foto en su cuenta de Instagram junto al cantante griego Gabriel Russel. Junto a la imagen, la cantante, añadía unas frases en las que se podía leer que estaba grabando los coros junto a Gabriel. Siete días después, el 30 de noviembre se hacía publica la noticia de la nueva canción a través de una entrevista en una revista griega en la que por primera vez se mencionaba el título de la canción. Un día después, el primer día de diciembre, la discográfica de Helena, Minos EMI Greece, a través de su cuenta de Facebook, daba a conocer oficialmente los datos de la próxima canción de Helena Paparizou, mencionando los compositores y productores Sotiris Agrafiotis y Fodas Theodorou y su fecha de publicación.

## Promoción
El día 21 de diciembre, Helena Paparizou cantó por primera vez la canción en directo en versión acústica acompañada únicamente por una guitarra. Esta actuación se produjo durante el programa de entrevistas Christmas in the Park realizado por la radio griega 'DromosFM 89.8' con motivo de las fechas navideñas.

### Videoclip
Vangelis Tsaousopoulos es el encargado de la dirección del videoclip, como ya hizo con el video del sencillo anterior, Fiesta. Es un videoclip donde podemos ver a Helena Paparizou experimentar un desafío emocional tras una separación amorosa. Recogiendo todas las cosas de la casa en cajas, recuerda inevitablemente los momentos vividos allí con su pareja. Podemos ver una buena actuación de la cantante, mostrando su parte más emotiva y sentimental a la par de la canción. El videoclip fue publicado en Vevo y Youtube el mismo día de lanzamiento del sencillo siendo el primer vídeo de Helena que alcanzaba más de 75 000 visitas en el primer día.[cita requerida]

## Canciones
Fiesta

| N.º | Título         | Duración |  |
| 1.  | «Agkaliase Me» | 3:41     |  |

## Posicionamiento
| Listas               | Posición más alta |
| -------------------- | ----------------- |
| Grecia iTunes Chart  | 4                 |
| Grecia Airplay Chart | 41                |